# Eerste divisie 1977/78
Het seizoen 1977/78 van de Nederlandse Eerste divisie had PEC Zwolle als kampioen. PEC promoveerde daarmee naar de Eredivisie. In de nacompetitie pakte MVV de tweede plek in de Eredivisie.

## Eerste divisie

### Deelnemende teams
| Club               | Plaats           | Accommodatie           | Capaciteit | Trainer                 |
| ------------------ | ---------------- | ---------------------- | ---------- | ----------------------- |
| De Graafschap      | Doetinchem       | De Vijverberg          | 12.500     | Hans Dorjee Henk Ellens |
| Eindhoven          | Eindhoven        | Aalsterweg             | 27.000     | Rinus Gosens            |
| Excelsior          | Rotterdam        | Woudestein             | 11.000     | Thijs Libregts          |
| FC Den Bosch '67   | 's-Hertogenbosch | De Vliert              | 25.000     | Ad Zonderland           |
| FC Dordrecht       | Dordrecht        | Krommedijk             | 12.000     | Jan Rab                 |
| FC Groningen       | Groningen        | Oosterpark             | 17.500     | Theo Verlangen          |
| FC Vlaardingen '74 | Vlaardingen      | Floreslaan             | 12.000     | Theo Laseroms           |
| FSC                | Sittard          | De Baandert            | 20.000     | Joop Castenmiller       |
| Helmond Sport      | Helmond          | De Braak               | 12.000     | Harrie van Tuel         |
| Heracles '74       | Almelo           | Bornsestraat           | 20.000     | Hennie Hollink          |
| MVV                | Maastricht       | De Geusselt            | 18.000     | George Knobel           |
| PEC Zwolle         | Zwolle           | Oosterenkstadion       | 15.000     | Fritz Korbach           |
| SC Amersfoort      | Amersfoort       | Birkhoven              | 10.000     | Nico van Miltenburg     |
| SC Cambuur         | Leeuwarden       | Cambuurstadion         | 16.000     | Nol de Ruiter           |
| sc Heerenveen      | Heerenveen       | Gemeentelijk Sportpark | 15.000     | Jan Teunissen           |
| SC Veendam         | Veendam          | De Langeleegte         | 13.000     | Joop Oldejans           |
| SVV                | Schiedam         | Harga                  | 10.000     | Pim Visser              |
| Wageningen         | Wageningen       | De Wageningse Berg     | 16.000     | Frans Körver            |
| Willem II          | Tilburg          | Gemeentelijk Sportpark | 20.000     | Jan Brouwer             |

### Eindstand
| pos | club               | gs | w  | g  | v  | pnt | dv | dt | ds  |
| --- | ------------------ | -- | -- | -- | -- | --- | -- | -- | --- |
| 1.  | PEC Zwolle1        | 36 | 23 | 8  | 5  | 54  | 83 | 31 | 52  |
| 2.  | MVV                | 36 | 22 | 10 | 4  | 54  | 74 | 32 | 42  |
| 3.  | Wageningen         | 36 | 16 | 15 | 5  | 47  | 50 | 23 | 27  |
| 4.  | Excelsior          | 36 | 16 | 13 | 7  | 45  | 69 | 38 | 31  |
| 5.  | Fortuna SC         | 36 | 17 | 11 | 8  | 45  | 66 | 41 | 25  |
| 6.  | FC Groningen       | 36 | 18 | 7  | 11 | 43  | 61 | 41 | 20  |
| 7.  | Willem II          | 36 | 15 | 10 | 11 | 40  | 55 | 39 | 16  |
| 8.  | FC Den Bosch '67   | 36 | 13 | 14 | 9  | 40  | 51 | 46 | 5   |
| 9.  | Eindhoven          | 36 | 14 | 10 | 12 | 38  | 49 | 47 | 2   |
| 10. | SC Heracles '74    | 36 | 12 | 12 | 12 | 36  | 36 | 37 | -1  |
| 11. | sc Heerenveen      | 36 | 12 | 12 | 12 | 36  | 40 | 43 | -3  |
| 12. | SC Cambuur         | 36 | 13 | 10 | 13 | 36  | 46 | 53 | -7  |
| 13. | De Graafschap      | 36 | 11 | 7  | 18 | 29  | 48 | 61 | -13 |
| 14. | FC Vlaardingen '74 | 36 | 7  | 15 | 14 | 29  | 26 | 40 | -14 |
| 15. | SVV                | 36 | 7  | 11 | 18 | 25  | 44 | 75 | -31 |
| 16. | Helmond Sport      | 36 | 6  | 11 | 19 | 23  | 46 | 80 | -34 |
| 17. | SC Veendam         | 36 | 5  | 12 | 19 | 22  | 46 | 81 | -35 |
| 18. | FC Dordrecht       | 36 | 6  | 9  | 21 | 21  | 42 | 81 | -39 |
| 19. | SC Amersfoort      | 36 | 6  | 9  | 21 | 21  | 23 | 66 | -43 |

1 winnaar eerste periodetitel na beslissingswedstrijd.

#### Beslissingswedstrijd
PEC Zwolle en MVV eindigden in de eerste periode met een gelijk puntenaantal en een gelijk doelsaldo op de eerste plaats. Zij speelden daarom een beslissingswedstrijd op neutraal terrein. Die wedstrijd eindigde na verlenging in een gelijkspel. Een replay bracht de beslissing in Zwols voordeel. Omdat PEC Zwolle uiteindelijk kampioen werd, bleek de nederlaag voor MVV achteraf zonder gevolgen en kwalificeerden de Maastrichtenaren zich alsnog voor de nacompetitie om in de Eredivisie terecht te komen.
| Datum + plaats                                                                                | Wedstrijd        | Uitslag                   | Scoreverloop                                                                           |
| --------------------------------------------------------------------------------------------- | ---------------- | ------------------------- | -------------------------------------------------------------------------------------- |
| 4 oktober 1977, Eindhoven, Philips Stadion 11.000 toeschouwers Scheidsrechter: Charles Corver | PEC Zwolle – MVV | 2 – 2 (1 – 1, 0 – 0) n.v. | 65' Ron Jans 1–0, 80' Huub Smeets 1–1, 110' Johan Dijkstra 1–2, 111' Koko Hoekstra 2–2 |
| 18 november 1977, Nijmegen, De Goffert 9.000 toeschouwers Scheidsrechter: Jan Beck            | PEC Zwolle – MVV | 1 – 0 (0 – 0)             | 90' Cees Kornelis 1–0                                                                  |

#### Legenda
| Kleur | Kwalificatie voor                             |
| ----- | --------------------------------------------- |
|       | Promotie naar de Eredivisie                   |
|       | Nacompetitie voor promotie naar de Eredivisie |

### Uitslagen
|                  | AME   | DBO   | CAM   | DOR   | EVV   | EXC   | FOR   | GRA   | GRO   | HEE   | HSP   | HER   | MVV   | PEC   | SVV   | VEE   | VLA   | WAG   | WIL   |
| ---------------- | ----- | ----- | ----- | ----- | ----- | ----- | ----- | ----- | ----- | ----- | ----- | ----- | ----- | ----- | ----- | ----- | ----- | ----- | ----- |
| SC Amersfoort    |       | 1 – 1 | 0 – 0 | 0 – 3 | 0 – 0 | 0 – 5 | 2 – 1 | 3 – 1 | 1 – 2 | 1 – 1 | 1 – 1 | 1 – 2 | 0 – 1 | 1 – 0 | 0 – 2 | 1 – 0 | 0 – 0 | 0 – 0 | 1 – 3 |
| FC Den Bosch '67 | 0 – 1 |       | 2 – 2 | 4 – 1 | 1 – 1 | 1 – 1 | 1 – 0 | 1 – 2 | 2 – 1 | 4 – 0 | 4 – 1 | 1 – 1 | 0 – 1 | 0 – 0 | 5 – 0 | 3 – 3 | 3 – 1 | 0 – 0 | 3 – 1 |
| SC Cambuur       | 3 – 1 | 0 – 0 |       | 2 – 0 | 3 – 2 | 1 – 0 | 2 – 2 | 3 – 1 | 1 – 1 | 1 – 1 | 2 – 1 | 0 – 0 | 3 – 0 | 0 – 5 | 2 – 2 | 3 – 0 | 2 – 0 | 0 – 2 | 1 – 0 |
| FC Dordrecht     | 1 – 0 | 2 – 2 | 1 – 1 |       | 3 – 5 | 2 – 1 | 1 – 4 | 1 – 1 | 1 – 3 | 0 – 1 | 3 – 1 | 2 – 2 | 1 – 2 | 1 – 2 | 3 – 1 | 3 – 3 | 1 – 1 | 0 – 3 | 1 – 2 |
| Eindhoven        | 1 – 1 | 0 – 1 | 2 – 1 | 1 – 0 |       | 1 – 2 | 1 – 3 | 4 – 1 | 0 – 2 | 3 – 0 | 1 – 0 | 2 – 1 | 0 – 1 | 0 – 0 | 2 – 1 | 1 – 1 | 1 – 1 | 1 – 0 | 2 – 1 |
| Excelsior        | 6 – 0 | 1 – 3 | 1 – 1 | 5 – 0 | 1 – 1 |       | 2 – 1 | 1 – 0 | 0 – 0 | 2 – 0 | 2 – 1 | 1 – 0 | 1 – 0 | 2 – 2 | 5 – 0 | 5 – 2 | 4 – 0 | 0 – 0 | 1 – 1 |
| Fortuna SC       | 3 – 0 | 1 – 0 | 4 – 1 | 3 – 0 | 3 – 0 | 5 – 6 |       | 0 – 1 | 4 – 0 | 1 – 1 | 4 – 1 | 1 – 0 | 2 – 2 | 1 – 2 | 2 – 1 | 7 – 4 | 1 – 0 | 0 – 0 | 0 – 0 |
| De Graafschap    | 1 – 0 | 2 – 3 | 4 – 0 | 1 – 1 | 2 – 6 | 3 – 1 | 1 – 2 |       | 1 – 2 | 3 – 1 | 3 – 0 | 1 – 0 | 1 – 2 | 0 – 4 | 1 – 0 | 8 – 1 | 0 – 1 | 0 – 2 | 0 – 2 |
| FC Groningen     | 4 – 1 | 1 – 0 | 0 – 2 | 3 – 1 | 1 – 0 | 0 – 0 | 5 – 0 | 1 – 1 |       | 1 – 2 | 2 – 2 | 1 – 2 | 2 – 3 | 4 – 1 | 2 – 0 | 2 – 1 | 4 – 0 | 3 – 2 | 3 – 0 |
| sc Heerenveen    | 1 – 0 | 4 – 0 | 2 – 1 | 4 – 0 | 1 – 1 | 1 – 1 | 0 – 1 | 1 – 1 | 2 – 0 |       | 2 – 2 | 0 – 0 | 0 – 1 | 2 – 1 | 3 – 1 | 2 – 1 | 2 – 0 | 0 – 0 | 0 – 0 |
| Helmond Sport    | 0 – 1 | 1 – 1 | 1 – 0 | 4 – 2 | 4 – 3 | 1 – 1 | 2 – 2 | 2 – 2 | 1 – 1 | 0 – 2 |       | 2 – 1 | 1 – 3 | 0 – 1 | 3 – 3 | 2 – 2 | 2 – 1 | 2 – 1 | 1 – 4 |
| SC Heracles      | 2 – 1 | 1 – 1 | 1 – 0 | 2 – 2 | 0 – 0 | 1 – 1 | 1 – 0 | 2 – 1 | 0 – 1 | 0 – 0 | 2 – 1 |       | 3 – 1 | 1 – 1 | 4 – 1 | 0 – 1 | 1 – 1 | 1 – 0 | 2 – 0 |
| MVV              | 2 – 1 | 3 – 1 | 2 – 1 | 5 – 0 | 1 – 0 | 0 – 0 | 1 – 1 | 6 – 0 | 1 – 0 | 5 – 0 | 6 – 2 | 4 – 0 |       | 1 – 1 | 1 – 1 | 3 – 0 | 3 – 0 | 2 – 0 | 1 – 1 |
| PEC Zwolle       | 3 – 0 | 8 – 1 | 3 – 1 | 4 – 0 | 3 – 1 | 3 – 0 | 2 – 2 | 3 – 1 | 3 – 1 | 2 – 0 | 3 – 1 | 2 – 1 | 1 – 1 |       | 4 – 0 | 4 – 0 | 3 – 1 | 1 – 1 | 4 – 0 |
| SVV              | 4 – 1 | 1 – 2 | 0 – 1 | 2 – 1 | 2 – 3 | 2 – 4 | 0 – 0 | 1 – 0 | 0 – 4 | 3 – 2 | 3 – 2 | 2 – 1 | 2 – 2 | 1 – 2 |       | 1 – 1 | 1 – 1 | 1 – 4 | 2 – 2 |
| SC Veendam       | 5 – 0 | 0 – 0 | 1 – 2 | 1 – 1 | 1 – 2 | 0 – 3 | 0 – 2 | 1 – 1 | 0 – 2 | 3 – 1 | 5 – 0 | 2 – 0 | 0 – 2 | 1 – 3 | 2 – 2 |       | 1 – 1 | 1 – 1 | 0 – 5 |
| FC Vlaardingen   | 1 – 1 | 1 – 1 | 1 – 0 | 1 – 2 | 0 – 0 | 2 – 1 | 0 – 2 | 0 – 0 | 2 – 0 | 2 – 0 | 3 – 0 | 0 – 0 | 1 – 1 | 0 – 1 | 0 – 0 | 3 – 0 |       | 0 – 0 | 0 – 0 |
| Wageningen       | 1 – 0 | 2 – 0 | 2 – 0 | 2 – 1 | 4 – 0 | 2 – 1 | 1 – 1 | 3 – 1 | 2 – 2 | 1 – 1 | 1 – 1 | 2 – 0 | 1 – 1 | 2 – 1 | 0 – 0 | 4 – 1 | 1 – 0 |       | 3 – 0 |
| Willem II        | 5 – 1 | 0 – 1 | 8 – 3 | 2 – 0 | 0 – 1 | 1 – 1 | 0 – 0 | 0 – 1 | 2 – 0 | 2 – 0 | 2 – 0 | 0 – 1 | 4 – 3 | 2 – 0 | 3 – 1 | 1 – 1 | 1 – 0 | 0 – 0 |       |

## Topscorers
| #   | Naam             | Club             | Goal |
| --- | ---------------- | ---------------- | ---- |
| 1.  | Peter Houtman    | FC Groningen     | 24   |
| 2.  | Cees Schapendonk | Eindhoven        | 20   |
| 3.  | Hans Engbersen   | Fortuna SC       | 19   |
|     | Gerdo Hazelhekke | Wageningen       | 19   |
| 5.  | Jan Peters       | FC Den Bosch '67 | 18   |
|     | Leen Swanenburg  | Excelsior        | 18   |
| 7.  | Janusz Kowalik   | MVV              | 17   |
| 8.  | Huub Smeets      | MVV              | 16   |
|     | Ron Jans         | PEC Zwolle       | 16   |
| 10. | Henk van Rooij   | Willem II        | 15   |

## Nacompetitie

### Eindstand
| pos | club         | gs | w | g | v | pnt | dv | dt | ds  |
| --- | ------------ | -- | - | - | - | --- | -- | -- | --- |
| 1.  | MVV          | 6  | 3 | 1 | 2 | 7   | 10 | 5  | 5   |
| 2.  | FC Groningen | 6  | 2 | 3 | 1 | 7   | 7  | 4  | 3   |
| 3.  | Wageningen   | 6  | 3 | 1 | 2 | 7   | 10 | 8  | 2   |
| 4.  | Excelsior    | 6  | 1 | 1 | 4 | 3   | 3  | 13 | -10 |

### Legenda
| Kleur | Kwalificatie voor           |
| ----- | --------------------------- |
|       | Promotie naar de Eredivisie |

### Uitslagen
|              | EXC   | GRO   | MVV   | WAG   |
| ------------ | ----- | ----- | ----- | ----- |
| Excelsior    |       | 1 – 0 | 0 – 1 | 1 – 3 |
| FC Groningen | 1 – 1 |       | 1 – 0 | 4 – 1 |
| MVV          | 5 – 0 | 1 – 1 |       | 3 – 2 |
| Wageningen   | 3 – 0 | 0 – 0 | 1 – 0 |       |

SC Amersfoort ·
FC Den Bosch '67 ·
SC Cambuur ·
FC Dordrecht ·
Eindhoven ·
Excelsior ·
Fortuna SC ·
De Graafschap ·
FC Groningen ·
sc Heerenveen ·
Helmond Sport ·
Heracles '74 ·
MVV ·
PEC Zwolle ·
SVV ·
SC Veendam ·
FC Vlaardingen '74 ·
Wageningen ·
Willem II
Eerste klasse

1955/56

Eerste divisie

1956/57 · 1957/58 · 1958/59 · 1959/60 · 1960/61 · 1961/62 · 1962/63 · 1963/64 · 1964/65 · 1965/66 · 1966/67 · 1967/68 · 1968/69 · 1969/70 · 1970/71 · 1971/72 · 1972/73 · 1973/74 · 1974/75 · 1975/76 · 1976/77 · 1977/78 · 1978/79 · 1979/80 · 1980/81 · 1981/82 · 1982/83 · 1983/84 · 1984/85 · 1985/86 · 1986/87 · 1987/88 · 1988/89 · 1989/90 · 1990/91 · 1991/92 · 1992/93 · 1993/94 · 1994/95 · 1995/96 · 1996/97 · 1997/98 · 1998/99 · 1999/00 · 2000/01 · 2001/02 · 2002/03 · 2003/04 · 2004/05 · 2005/06 · 2006/07 · 2007/08 · 2008/09 · 2009/10 · 2010/11 · 2011/12 · 2012/13 · 2013/14 · 2014/15 · 2015/16 · 2016/17 · 2017/18 · 2018/19 · 2019/20 · 2020/21 · 2021/22 · 2022/23 · 2023/24 · 2024/25

Eredivisie · Eerste divisie · Johan Cruijff Schaal · KNVB Beker · Play-offs